# Biografielijst Pl

## Pla
- Jim Pla (1992), Frans autocoureur

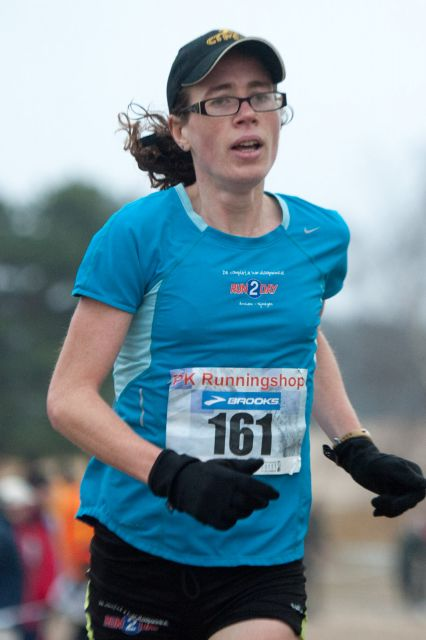
Heleen Plaatzer

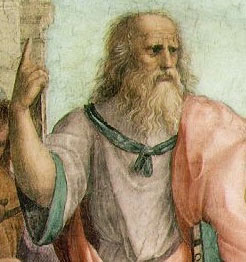
Plato

- Joan Baptista Pla (1720?-1773), Spaans componist en hoboïst
- Josefina Plá (1903-1999), Paraguayaans schrijfster, dichteres, kunstenares en kunstcritica
- Josep Pla (1728?-1762), Spaans componist en hoboïst
- Josep Pla (1897-1981), Catalaans schrijver en journalist
- Manuel Pla (1725?-1766), Spaans componist, hoboïst en klavecinist
- Olivier Pla (1981), Frans autocoureur
- Ludo van der Plaat (1983), Nederlands atleet
- Mark Plaatjes (1961), Zuid-Afrikaans/Amerikaans atleet
- Heleen Plaatzer (1979), Nederlands atlete
- François Place (1989), Frans freestyleskiër
- Mary Kay Place (1947), Amerikaans actrice, filmregisseuse, scenarioschrijfster en zangeres
- Johan Plageman (1942-2018), Nederlands voetballer
- Arjan Plaisier (1956), Nederlands theoloog, predikant en zendeling
- Bas Plaisier (1946), Nederlands theoloog, predikant en zendeling
- Františka Plamínková (1875-1942), Tsjechisch vrouwenkiesrechtactiviste en politica
- Tony Plana (1952), Cubaans/Amerikaans acteur en filmregisseur
- Petrus Plancius (Pieter Platevoet) (1552-1622), Vlaams astronoom, cartograaf, geograaf, bewindhebber van de VOC en predikant
- Max Planck (1858-1947), Duits natuurkundige
- Jef Planckaert (1934-2007), Belgisch wielrenner
- Christiane Planckaert-Staessens (1929), Belgisch politica
- Scott Plank (1958-2002), Amerikaans acteur
- Hector Plancquaert (1863-1953), Belgisch journalist, schrijver, politicus en Vlaams activist
- Gaston Planté (1834-1889), Frans natuurkundige
- Michel van der Plas (1927-2013), Nederlands schrijver
- Jean Plaskie (1941-2017), Belgisch voetballer
- Adrian Plass (1948), Brits schrijver en komiek
- Ronald Plasterk (1957), Nederlands bioloog, columnist en politicus
- Luigi Platé (1894-1975), Italiaans autocoureur
- Alain Platel (1956), Belgisch regisseur en choreograaf
- Marc Platel (1941), Belgisch journalist en politicus
- Pascale Platel (1960), Belgisch actrice en schrijfster
- Mark Plati, Amerikaans muzikant, muziekproducent en songwriter
- Plato (+347 v.Chr.), Grieks filosoof
- Platon Kulbusch (1869-1919), Russisch-orthodox bisschop van Tallinn, in 2000 heilig verklaard
- Jevgeni Platov (1967), Russisch kunstschaatser
- Jenny Platt (1979), Brits actrice
- Ferenc Plattkó (1898-1982), Hongaars voetballer en voetbalcoach
- Leo Platvoet (1951), Nederlands politicus
- Dan Plaum (?), Belgisch vakbondsbestuurder
- Marek Plawgo (1981), Pools atleet
- Henna Playfair (1953-2023), Surinaams-Nederlands verloskundige
- Daniel Plaza (1966), Spaans atleet
- Manuel Plaza (1900-1969), Chileens atleet
- Rubén Plaza (1980), Spaans wielrenner
- Maciej Płażyński (1958-2010), Pools politicus (voormalig voorzitter van de Sejm)

## Ple

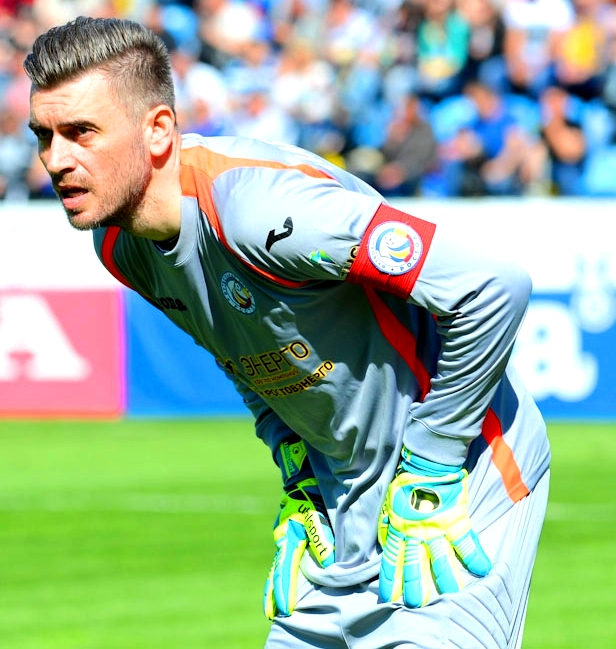
Stipe Pletikosa (1979)

- Georgi Plechanov (1856-1918), Russisch revolutionair
- Jože Plečnik (1872-1957), Sloveens architect
- Herman Pleij (1943), Nederlands emeritus hoogleraar
- Sjoerd Pleijsier (1954), Nederlands acteur
- Henk Pleket (1936-2011), Nederlands zanger
- Ulrich Plenzdorf (1934-2007), (Oost)-Duits (scenario- en toneel)schrijver
- Albert Plesman (1889-1953), Nederlands luchtvaartpionier en zakenman
- Damien Plessis (1988), Frans voetballer
- Michel Plessix (1959), Frans stripauteur
- Stipe Pletikosa (1979), Kroatisch voetbaldoelman
- Marc Plettinck (1923-2006), Belgisch kunstenaar
- Antoon-Alfons Plevoets (1883-1965), Belgisch advocaat en Vlaams activist

## Pli
- Plies (1976), Amerikaans rapper

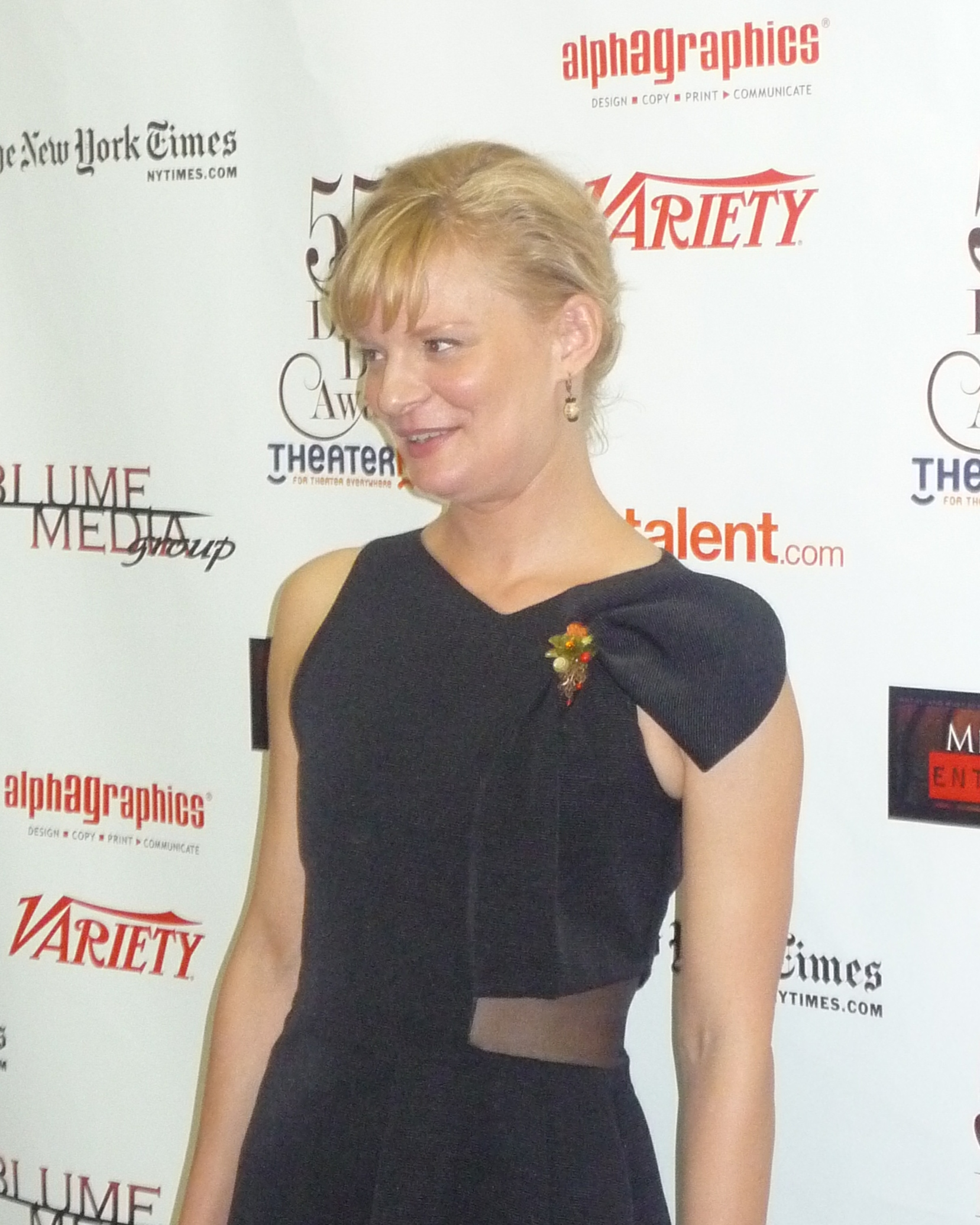
Martha Plimpton (2010)

- George Plimpton (1927-2003), Amerikaans acteur, scenarioschrijver, journalist en schrijver
- James Plimpton, (1828-1911), Amerikaans uitvinder
- Martha Plimpton (1970), Amerikaans actrice
- Plinius de Oudere (ca.23-79), Romeins bioloog
- Charles Plissart de Brandignies (1872-1936), Belgisch burgemeester
- Gris Plity (1913-1999), Ossetisch dichter

## Plo

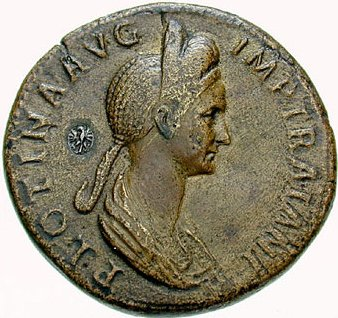
Plotina
foto Classical Numismatic Group, Inc. (CNG)

- Sascha Plöderl (1973), Oostenrijks autocoureur
- Durk van der Ploeg (1930), Nederlands-Fries schrijver en dichter
- Ellen van der Ploeg (1923-2013), Nederlands slachtoffer en getuige van en activiste over Japanse dwangprostitutie tijdens de Tweede Wereldoorlog
- Hilde van der Ploeg (1959-2007), Nederlands klinisch psychologe en seksuologe
- Jan Dirk van der Ploeg (1927-2025), Nederlands hoogleraar
- Maarten van der Ploeg (1958-2004), Nederlands kunstenaar, muzikant en televisiemaker
- Rogier van der Ploeg (1961), Nederlands filmregisseur en muzikant
- Jan Ploeger (1879-1956), Nederlands worstelaar, gymnastiekleraar, trainer en sportbestuurder
- Hans Plomp (1944-2024), Nederlands schrijver en dichter
- Tin Plomp (1946-2013), Nederlands burgemeester
- Koos Plooij (1962), Nederlands officier van justitie
- Jaap Ploos van Amstel (1926-2022) beeldend kunstenaar
- Plotina (70-ca.122), Romeins keizerin (105-ca.122)
- Plotinus (204-270), Grieks filosoof
- Derrick Plourde (1971-2005), Amerikaans muzikant
- Martin Plowman (1987), Brits autocoureur
- Joan Plowright (1929-2025), Brits actrice

## Plu
- Charles Henry Plumb (1925-2022), Brits politicus
- Julius Plücker (1801-1868), Duits wis- en natuurkundige
- Cees van der Pluijm (1954), Nederlands columnist, dichter, schrijver en communicatiedeskundige
- Femke Pluim (1994), Nederlands atlete
- Joe the Plumber (Samuel Joseph Wurzelbacher) (1973-2023), Amerikaans loodgieter en verkiezingsfiguur
- Charles Plumier (1646-1704), Frans geestelijke en botanicus
- Edmond Plumier (1671-1733), Luiks kunstschilder
- Louis Plumier (1903-1984), Belgisch vakbondsbestuurder
- Pierre-Denis Plumier (1688-1721), Vlaams beeldhouwer
- Amanda Plummer (1957), Amerikaans actrice
- Christopher Plummer (1929-2021), Canadees acteur
- David Plummer (1985), Amerikaans zwemmer
- Roy J. Plunkett (1910-1994), Amerikaans scheikundige en uitvinder van Teflon